# ثيوتيكسين
ثيوتيكسين (بالإنجليزية: Tiotixene)‏ هو دواء يُستعمل في علاج:
- فصام (منذ 24 يوليو 1967)[7]

## دوره
يلعب هذا الدواء دورًا في علاج الأمراض كونه:
- حاصرات ألفا
- مضادات الدوبامين
- مضادات الذهان